# Austroargiolestes icteromelas
Austroargiolestes icteromelas – gatunek ważki z rodziny Argiolestidae.
Imagines ubarwione czarno-jasno z głównie czarnymi wargą górną, nadustkiem i czołem. Górne przydatki analne samca mają brzuszną ostrogę, która od góry jest niewidoczna, zaś przydatki dolne mają kształt trójkątów. Larwy osiągają od 22 do 26 mm długości ciała.
Ważka ta jest endemitem wschodniej Australii, gdzie rozmnaża się w rzekach i strumieniach.